# Fiorella Mattheis
Fiorella Gelli Mattheis (Petrópolis, 10 de fevereiro de 1988) é uma ex-atriz, ex-apresentadora e empresária brasileira.

## Biografia
Fiorella Mattheis nasceu em Petrópolis, no estado do Rio de Janeiro, numa família de descendentes de alemães e italianos. É filha de Andreas Mattheis, piloto de automobilismo e campeão por cinco vezes do Brasil GT3 Championship. É graduada em jornalismo pelo Centro Universitário da Cidade do Rio de Janeiro desde 2013.
Em 2020 fundou a "Gringa", startup de negociação de acessórios de luxo usados, como bolsas e sapatos. Em dezembro de 2021, foi adquirida pela empresa de comércio eletrônico "Enjoei" por 14,25 milhões de reais. O volume anual de negócios da "Gringa" chegou a 18 milhões de reais em outubro de 2021, com um crescimento de 330%. Mesmo com a venda, Fiorella permanece à frente da "Gringa", que continua a operar como marca independente, porém integrada à plataforma da "Enjoei".

## Carreira artística
Ingressou na carreira de modelo aos 14 anos, depois de ser finalista de um concurso realizado pela agência Elite. Logo em seguida mudou-se para São Paulo, e foi a partir dessa mudança que sua carreira como modelo deslanchou.
Dos 15 aos 17 anos morou em vários países diferentes, como Alemanha, Inglaterra, Itália, Grécia, Japão e China, e posteriormente seguiu a carreira de apresentadora de televisão no programa de esportes radicais Rolé, do canal de televisão a cabo SporTV.
Após uma temporada como apresentadora, Fiorella foi à TV Globo fazer um cadastro para o banco de talentos da emissora, e ao ir lanchar na praça de alimentação do Projac foi abordada pelo diretor Ricardo Waddington, que a convidou para participar da novela teen Malhação; Fiorella não hesitou e aceitou o convite, fez um teste de vídeo e no mesmo dia teve a confirmação de que foi aprovada, interpretando assim a antagonista Vivian Pimenta na temporada de 2007 da novelinha.
Após sair de Malhação, atuou em alguns episódios e em um especial de fim de ano da Turma do Didi. Fez também uma participação no seriado Faça Sua História e participou na reta final da novela A Favorita, vivendo a garota de programa Cristal, contratada por Donatela (Cláudia Raia) para seduzir Dodi (Murilo Benício) no dia do seu casamento com Flora (Patricia Pillar).
Foi apresentadora do Vídeo Show ao lado de André Marques, Luigi Baricelli e Geovanna Tominaga. Fez também reportagens para quadros fixos do programa e já entrevistou astros internacionais como Hugh Jackman, Nelly Furtado, Alejandro Sanz, Dave Matthews e Joss Stone.
Desde 2013 interpreta Velna no humorístico Vai que Cola. Sua personagem é uma ex-ladra que se fingia de Russa nas primeiras temporadas para os seus colegas que moram com ela na pensão.

## Vida pessoal
Em 2010 começou a namorar o judoca Flávio Canto, com quem se casou em 20 de julho de 2013 e se separou em 2014. Entre 2014 e 2017 namorou o jogador de futebol Alexandre Pato. Em 2017 começou a namorar o empresário Roberto Marinho Neto, herdeiro do Grupo Globo e se casaram em cerimônia reservada na Itália em junho de 2021.   Em março de 2023 deu a luz a seu primeiro filho, Roberto Mattheis Marinho. 

## Filmografia

### Televisão
| Ano     | Título               | Personagem       | Nota                               |
| ------- | -------------------- | ---------------- | ---------------------------------- |
| 2006    | Rolê SporTV          | Apresentadora    |                                    |
| 2007    | Malhação             | Vivian Pimenta   | Temporada 14                       |
| 2008    | Guerra e Paz         | Flávia           | Episódio: "Maníacos & Depressivos" |
| 2008    | Casos e Acasos       | Mariana          | Episódio: "A Nova Namorada"        |
| 2008    | Faça sua História    | Manuela          | Episódio: "A Rainha da Uva"        |
| 2009    | Uma Noite no Castelo | Virgínia         | Especial de fim de ano             |
| 2009    | A Favorita           | Cristal          | Episódio: "2 de janeiro"           |
| 2009–10 | Vídeo Show           | Apresentadora    |                                    |
| 2010    | As Cariocas          | Carla Mendes     | Episódio: "A Invejosa de Ipanema"  |
| 2012    | Fina Estampa         | Loira misteriosa | Episódio: "28 de janeiro"          |
| 2012    | Louco por Elas       | Frida            | Episódio: "6 de novembro"          |
| 2013–19 | Vai que Cola         | Velna Potocení   |                                    |
| 2018    | Rua Augusta          | Mika             |                                    |

### Cinema
| Ano  | Título                    | Personagem        |
| ---- | ------------------------- | ----------------- |
| 2010 | Dores e Amores            | Dora 1            |
| 2013 | Cine Holliúdy             | Garota dos sonhos |
| 2014 | Operação Big Hero         | Honey Lemon (voz) |
| 2015 | Vai Que Cola - O Filme    | Velna             |
| 2016 | O Último Virgem           | Debora            |
| 2016 | Tô Ryca                   | Patrícia          |
| 2018 | Minha Vida em Marte       | Carol             |
| 2019 | Vai que Cola 2 - O Começo | Velna             |

### Videoclipes
| Ano  | Artista                              | Música                   |
| ---- | ------------------------------------ | ------------------------ |
| 2014 | Charlie Brown Jr.                    | "Rock Star"              |
| 2014 | Diogo Nogueira (part.Zeca Pagodinho) | "Quem Vai Chorar Sou Eu" |
| 2014 | Ana Carolina                         | "Pole Dance"             |

## Prêmios e indicações
| Ano  | Prêmio                      | Categoria                        | Trabalho                         | Resultado |
| ---- | --------------------------- | -------------------------------- | -------------------------------- | --------- |
| 2009 | Prêmio Jovem Brasileiro     | Melhor Apresentadora             | Vídeo Show                       | Venceu    |
| 2009 | Meus Prêmios Nick           | Gata do Ano                      | Gata do Ano                      | Indicada  |
| 2015 | Prêmio Adotar é Tudo de Bom | Ativista do direitos dos animais | Ativista do direitos dos animais | Venceu    |